# Schellolepis pallens
Schellolepis pallens là một loài dương xỉ trong họ Polypodiaceae. Loài này được Blume J. Sm. mô tả khoa học đầu tiên năm 1875.